# Brzytewkowate
Brzytewkowate, brzytewnikowate (Centriscidae) – rodzina ryb promieniopłetwych z rzędu igliczniokształtnych (Syngnathiformes).

## Występowanie
Ocean Indyjski i Ocean Spokojny.

## Cechy charakterystyczne
Ciało silnie bocznie spłaszczone, pokryte płytkami kostnymi zespolonymi z kręgosłupem, brzuszna część pancerza tworzy ostrą krawędź, nadając rybie kształt noża, przez co określane są często jako ryby-brzytwy. Pierwszy promień płetwy grzbietowej tworzy twardy kolec, który u przedstawicieli rodzajów Aeoliscus i Centriscus przesunięty jest w miejsce ogona. Płetwy brzuszne z jednym twardym promieniem i 4 miękkimi. Brzytewkowate pływają w pozycji pionowej, skierowane głową w dół, rzadziej odwrotnie. Przebywają w małych grupach.

## Klasyfikacja
Rodzaje zaliczane do tej rodziny są zgrupowane w podrodzinach Centriscinae i Macroramphosinae:
Aeoliscus — Centriscops — Centriscus — Macroramphosus — Notopogon